# Gentianella diemensis
Gentianella diemensis är en gentianaväxtart. Gentianella diemensis ingår i släktet gentianellor, och familjen gentianaväxter.

## Underarter
Arten delas in i följande underarter:
- G. d. diemensis
- G. d. plantaginea